# Vật lý vật chất ngưng tụ
Vật lý vật chất ngưng tụ là một trong các nhánh của vật lý học nghiên cứu các tính chất vật lý trong pha ngưng tụ của vật chất. Các nhà vật lý vật chất ngưng tụ có xu hướng muốn hiểu được hành xử của những pha này bằng cách sử dụng các định luật vật lý. Đặc biệt, bao gồm các định luật của cơ học lượng tử, điện từ học và cơ học thống kê.
Những pha ngưng tụ quen thuộc nhất là pha rắn và lỏng, trong khi những pha ngưng tụ kỳ lạ hơn bao gồm pha siêu dẫn xuất hiện ở những vật liệu cụ thể tại nhiệt độ thấp, pha sắt từ và phản sắt từ có nguồn gốc bởi tính chất spin của electron trên dàn tinh thể nguyên tử, và ngưng tụ Bose–Einstein xảy ra ở hệ các nguyên tử siêu lạnh. Khoa học nghiên cứu vật lý vật chất ngưng tụ bao gồm những đo đạc về các tính chất của vật liệu thông qua các thí nghiệm thăm dò song hành với các kỹ thuật dựa trên vật lý lý thuyết nhằm phát triển các mô hình toán học giúp hiểu được các tính chất vật lý của hệ.
Sự đa dạng của các hệ ngưng tụ cũng như nhiều hiện tượng liên quan khiến cho lĩnh vực nghiên cứu vật chất ngưng tụ là một trong những hoạt động sôi nổi của vật lý hiện đại, và Nhóm Vật lý Vật chất Ngưng tụ (DCMP) là nhóm có nhiều thành viên nhất trong Hội Vật lý Hoa Kỳ. Lĩnh vực này còn xuất hiện trong hóa học, khoa học vật liệu, và công nghệ nano, và liên hệ mật thiết với vật lý nguyên tử và vật lý sinh học. Nghiên cứu lý thuyết của ngành vật chất ngưng tụ sử dụng những khái niệm và kỹ thuật quan trọng của vật lý hạt và vật lý hạt nhân.
Nhiều nhánh trong vật lý học như tinh thể học, luyện kim, lý thuyết đàn hồi, từ học,..., được nghiên cứu như những nhánh riêng biệt cho đến tận những năm 1940 khi chúng được quy gọn lại trong ngành Vật lý trạng thái rắn. Trong khoảng những năm 1960, nhánh nghiên cứu các tính chất vật lý của chất lỏng đã đưa vào ngành này, và ngành này trở thành Vật lý vật chất ngưng tụ.  Theo nhà vật lý Phil Anderson, tên gọi này do ông và Volker Heine đặt ra khi họ thay đổi tên của nhóm nghiên cứu tại Phòng thí nghiệm Cavendish, Cambridge từ "Lý thuyết trạng thái rắn" sang "Lý thuyết vật chất ngưng tụ", bởi cho rằng các nghiên cứu của họ không thể ngoại trừ việc nghiên cứu chất lỏng, vật chất hạt nhân, kính... Phòng thí nghiệm Bell (lúc đó là Phòng thí nghiệm Điện thoại Bell) là một trong những nơi đầu tiên thực hiện chương trình nghiên cứu về vật lý vật chất ngưng tụ.
Tham khảo về thuật ngữ trạng thái "ngưng tụ" đã có ở những tài liệu sớm hơn trước đó. Ví dụ, trong cuốn sách "Kinetic theory of liquids" xuất bản năm 1947, Yakov Frenkel viết rằng "Lý thuyết động học của chất lỏng phải đi theo sự phát triển của sự tổng quát hóa và mở rộng của lý thuyết động học vật rắn. Và thực tế là nó sẽ đúng hơn khi thống nhất chúng dưới tên gọi "các thể ngưng tụ"."

## Lịch sử

### Từ vật lý cổ điển

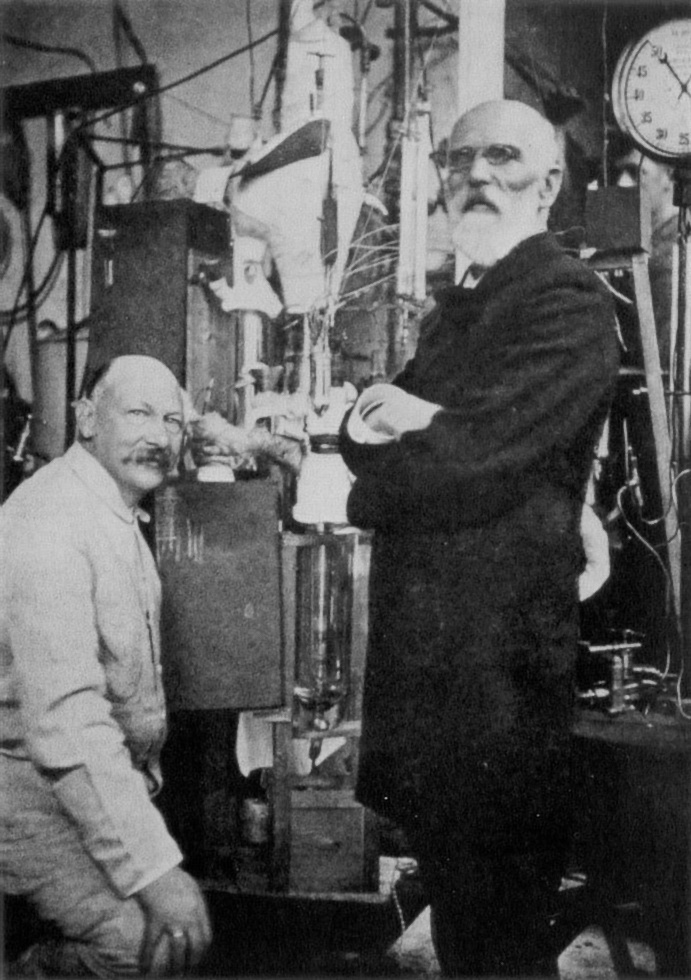
Heike Kamerlingh Onnes và Johannes van der Waals bên thiết bị hóa lỏng heli tại Leiden, Hà Lan (1908).

Một trong những nghiên cứu đầu tiên về trạng thái ngưng tụ của vật chất thực hiện bởi nhà hóa học người Anh Humphry Davy, khi ông khám phá ra trong 40 nguyên tố hóa học được biết thời đó có 26 nguyên tố có tính kim loại như ánh kim, độ dẻo cũng như tính dẫn nhiệt và dẫn điện cao. Điều này cho thấy các nguyên tử trong lý thuyết nguyên tử của Dalton không phải là không thể chia được như Dalton đề cập, mà thay vào đó chúng có cấu trúc bên trong. Davy còn cho rằng các nguyên tố từng được coi là chất khí, như nitơ và hiđrô có thể hóa lỏng dưới những điều kiện phù hợp và có thể xuất hiện tính kim loại.
Năm 1823, Michael Faraday, lúc đó là trợ lý trong phòng thí nghiệm của Davy, đã hóa lỏng thành công clo cũng như mọi nguyên tố khí được biết thời đó, ngoại trừ nitơ, hiđrô và oxy. Ngay sau đó vào năm 1869, nhà hóa học người Ireland Thomas Andrews nghiên cứu sự chuyển pha từ chất lỏng thành chất khi và ông đưa ra thuật ngữ điểm giới hạn nhằm miêu tả điều kiện khi mà chất khí và chất lỏng không thể phân biệt được thành những pha rõ ràng, và nhà vật lý người Hà Lan Johannes van der Waals đã đưa ra một khuôn khổ lý thuyết cho phép tiên đoán hành xử của vật chất tại điểm giới hạn dựa trên những đo đạc tại nhiệt độ cao hơn giới hạn này. Năm 1908, James Dewar và H. Kamerlingh Onnes đã hóa lỏng thành công hiđrô và khí mới được phát hiện là heli.
Paul Drude đề xuất mô hình lý thuyết đầu tiên cho electron theo miêu tả cổ điển chuyển động trong chất rắn kim loại. Mô hình của Drude miêu tả các tính chất của kim loại theo ngôn ngữ của một khí electron tự do, và là mô hình vi mô đầu tiên cố gắng giải thích các quan sát thực nghiệm như định luật Wiedemann–Franz. Tuy vậy, mặc dù mô hình electron tự do của Drude có những thành công nhất định, nó đã gặp phải một vấn đề lớn đó là lý thuyết không thể giải thích chính xác sự đóng góp của electron vào nhiệt dung của kim loại, cũng như sự phụ thuộc vào nhiệt độ của điện trở trong điều kiện nhiệt độ thấp.
Năm 1911, chỉ ba năm sau khi heli được hóa lỏng, Onnes đang làm việc tại Đại học Leiden khám phá ra tính siêu dẫn của thủy ngân, khi ông quan sát điện trở của nguyên tố này đột ngột biến mất khi nhiệt độ của thủy ngân giảm xuống dưới một giá trị xác định. Hiện tượng này hoàn toàn gây ra sự ngạc nhiên đối với cộng đồng vật lý thời đó, và nó vẫn chưa được giải thích trong vài thập kỷ về sau. Albert Einstein, năm 1922, nói về những lý thuyết đương thời về tính siêu dẫn là "khi chúng ta chưa có một lý thuyết cơ học lượng tử về những hệ phức hợp thì còn xa mới có một lý thuyết giải thích cho những ý tưởng mơ hồ này".

### Đến cơ học lượng tử
Mô hình cổ điển của Drude bị phê bình bởi Felix Bloch, Arnold Sommerfeld, và độc lập bởi Wolfgang Pauli, khi họ dùng cơ học lượng tử nhằm miêu tả chuyển động của electron lượng tử trong dàn tinh thể nguyên tử. Đặc biệt, lý thuyết của Sommerfeld tính đến thống kê Fermi–Dirac mà các electron tuân theo và giải thích một cách tốt hơn tính dẫn điện và nhiệt dung của kim loại. Max von Laue và Paul Knipping nghiên cứu cấu trúc của tinh thể chất rắn khi họ thực hiện quan sát hiệu ứng nhiễu xạ tia X trên tinh thể, và kết luận rằng các tinh thể có cấu trúc tuần hoàn từ các dàn nguyên tử. Mô hình toán học của cấu trúc tinh thể được Auguste Bravais, Yevgraf Fyodorov và những người khác phát triển bằng cách phân loại tinh thể theo nhóm đối xứng tương ứng, và bảng cấu trúc tinh thể là cơ sở cho các tập Bảng phân loại Quốc tế của Tinh thể học, xuất bản đầu tiên vào năm 1935. Tính toán cấu trúc dải electron lần đầu tiên được sử dụng vào năm 1930 nhằm tiên đoán các tính chất của vật liệu mới, và năm 1947 John Bardeen, Walter Brattain và William Shockley sáng chế ra chất bán dẫn đầu tiên-cơ sở của transistor, khai sinh ra cuộc cách mạng điện tử học.

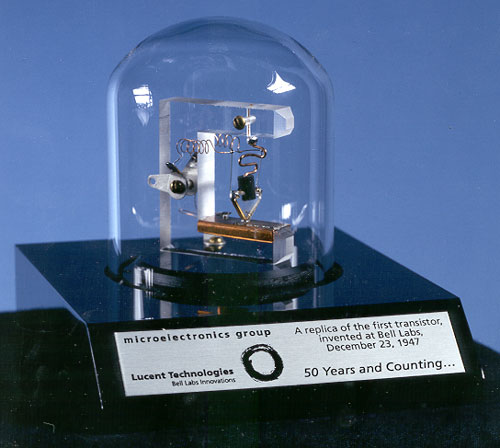
Bản sao của "transistor tiếp xúc điểm" đầu tiên ở phòng thí nghiệm Bell.

Năm 1879, Edwin Herbert Hall đang giảng dạy tại Đại học Johns Hopkins phát hiện ra sự xuất hiện của một hiệu điện thế trong bản kim loại đang có dòng điện chạy qua khi áp dụng một từ trường vuông góc với dòng điện này. Hiện tượng này xuất hiện từ bản chất của các hạt mang dòng điện trong vật dẫn được gọi là hiệu ứng Hall, nhưng nó đã không được giải thích đúng đắn tại thời đó do electron chỉ được phát hiện bằng thực nghiệm vào 18 năm sau đó. Sau khi cơ học lượng tử hình thành, Lev Landau vào năm 1930 đã tiên đoán sự lượng tử hóa của sự dẫn điện Hall đối với các electron giới hạn trong hai chiều không gian. và kết quả này được miêu tả cụ thể bởi Ando, Matsumoto, và Uemura năm 1975.
Vật liệu từ đã được biết đến từ thời cổ đại. Tuy vậy các nghiên cứu hiện đại về từ học chỉ bắt đầu từ những phát triển của điện động lực học bởi Faraday, Maxwell và những người khác trong thế kỷ 19, bao gồm việc phân loại vật liệu từ thành sắt từ, thuận từ và nghịch từ dựa trên sự đáp ứng của vật liệu khi bị từ hóa. Pierre Curie nghiên cứu sự phụ thuộc của từ hóa vào nhiệt độ và khám phá ra điểm Curie của sự chuyển pha trong vật liệu sắt từ. Năm 1906, Pierre Weiss giới thiệu khái niệm đômen từ nhằm giải thích những tính chất chính của sắt từ. Cố gắng đầu tiên trong lý thuyết vi mô về từ học được Wilhelm Lenz và Ernst Ising phát triển thông qua mô hình Ising khi miêu tả vật liệu từ chứa dàn spin tuần hoàn khi tập hợp lại tạo thành sự từ hóa. Mô hình Ising giải thích chính xác sự từ hóa tự phát không thể xuất hiện trong một chiều nhưng có thể xuất hiện ở những chiều cao hơn trong dàn tinh thể. Những nghiên cứu tiếp theo như bởi Bloch về sóng spin và bởi Néel về phản sắt từ dẫn đến sự phát triển của những vật liệu từ mới trong những ứng dụng hiện đại như thiết bị lưu trữ từ tính trong các ổ cứng máy tính.

### Vật lý đa vật thể
Mô hình Sommerfeld và mô hình spin cho vật liệu sắt từ thể hiện sự thành công trong ứng dụng cơ học lượng tử vào các vấn đề của vật lý vật chất ngưng tụ trong thập niên 1930. Tuy vậy, trong thời gian này vẫn có những vấn đề chưa giải quyết được, điển hình là tính siêu dẫn và hiệu ứng Kondo. Sau chiến tranh thế giới lần thứ 2, một số ý tưởng của lý thuyết trường lượng tử được áp dụng sang các vấn đề của vật lý vật chất ngưng tụ. Chúng bao gồm sự công nhận của các mô hình tập hợp về trạng thái kích thích của chất rắn và khái niệm quan trọng liên quan đến các giả hạt. Nhà vật lý người Nga Lev Landau sử dụng ý tưởng của lý thuyết chất lỏng Fermi đưa vào tính chất năng lượng thấp của những hệ fermion tương tác cho theo thuật ngữ mà ngày nay gọi là các giả hạt Landau. Landau cũng phát triển lý thuyết trường trung bình cho sự chuyển pha liên tục, trong đó miêu tả trật tự của pha theo mô hình phá vỡ đối xứng tự phát. Lý thuyết cũng giới thiệu khái niệm tham số trật tự nhằm phân biệt giữa các trật tự pha. Cuối cùng vào năm 1965, John Bardeen, Leon Cooper và John Schrieffer phát triển lý thuyết BCS giải thích tính siêu dẫn nhiệt độ thấp, dựa trên khám phá rằng sự thu hút nhỏ bất kỳ giữa hai electron có thể làm xuất hiện trạng thái liên kết gọi là cặp Cooper.

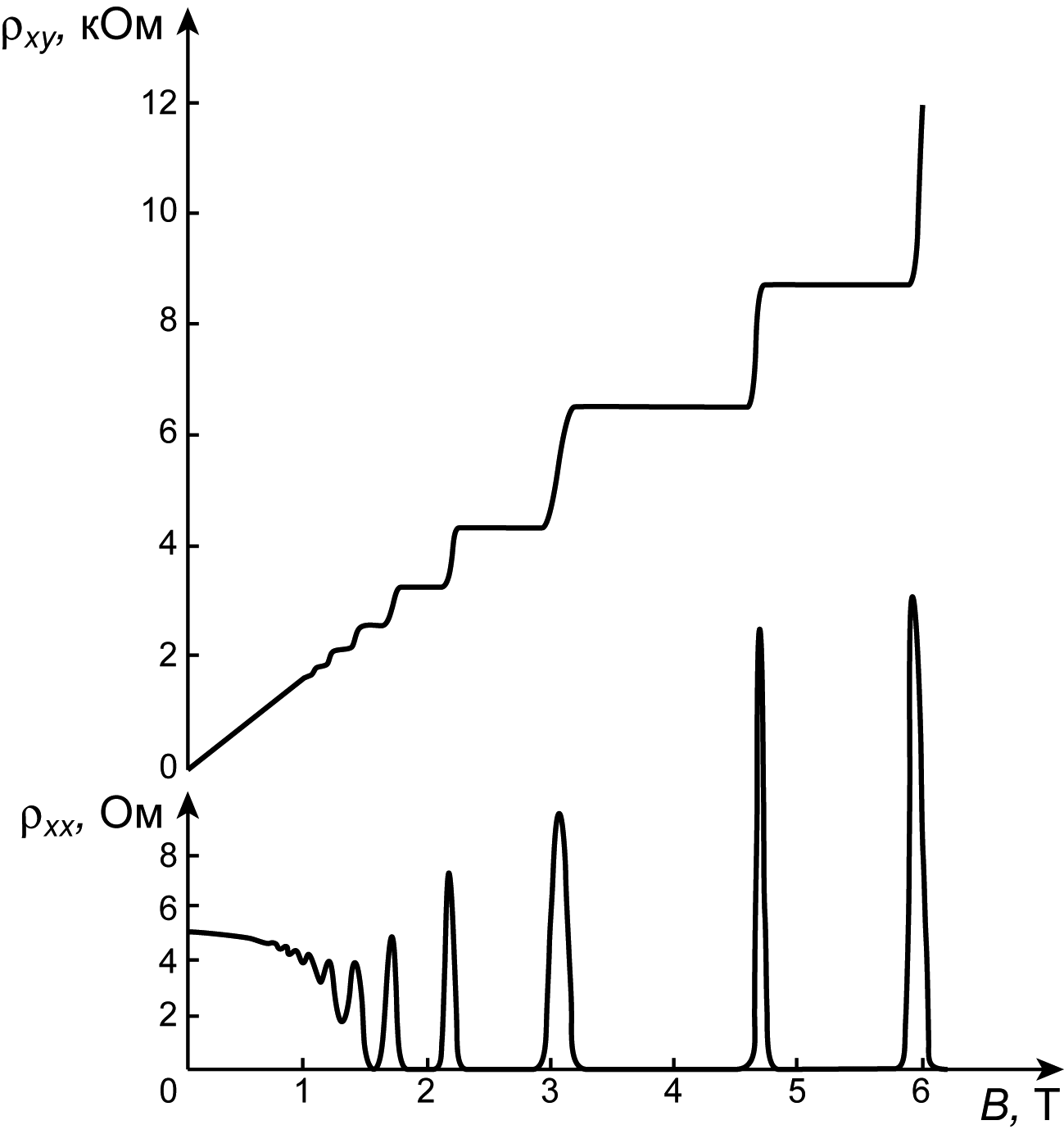
Hiệu ứng Hall lượng tử: Các thành phần của điện trở Hall như là hàm của nhiệt độ và từ trường ngoài.

Lĩnh vực nghiên cứu sự chuyển pha và quan sát các điểm tới hạn (hoặc giới hạn) là một trong những hướng nghiên cứu chính của thập niên 1960. Leo Kadanoff, Benjamin Widom và Michael Fisher phát triển khái niệm lũy thừa tới hạn (critical exponent) và giả thuyết Widom (Widom scaling). Những ý tưởng này được Kenneth Wilson thống nhất vào năm 1972 dưới hình thức luận của nhóm tái chuẩn hóa trong khuôn khổ của lý thuyết trường lượng tử.
Klaus von Klitzing phát hiện ra hiệu ứng Hall lượng tử vào năm 1980 khi ông quan sát thấy độ dẫn Hall bằng một số nguyên lần của một hằng số cơ bản. (xem hình) Hiệu ứng được quan sát cho thấy sự độc lập vào các tham số của hệ ngưng tụ như kích thước của hệ và độ pha tạp chất, và vào năm 1981, nhà vật lý lý thuyết Robert Laughlin đề xuất một lý thuyết miêu tả các trạng thái nguyên theo ngôn ngữ của bất biến tô pô gọi là số Chern. Ngay sau đó vào năm 1982, Horst Störmer và Daniel Tsui quan sát thấy hiệu ứng Hall lượng tử phân số khi độ dẫn của vật liệu lúc này bằng bội hữu tỉ của một hằng số. Laughlin, vào năm 1983, nhận ra rằng điều này là hệ quả của tương tác giả hạt trong trạng thái Hall và thiết lập một nghiệm biến phân gọi là hàm sóng Laughlin. Lĩnh vực nghiên cứu tính chất tô pô của hiệu ứng Hall lượng tử phân số vẫn đang diễn ra sôi nổi.
Năm 1987, Karl Müller và Johannes Bednorz phát hiện ra chất siêu dẫn nhiệt độ cao đầu tiên, loại vật liệu có tính siêu dẫn tại những nhiệt độ cao tới 50 Kelvin và hơn thế nữa. Người ta nhận ra rằng các chất siêu dẫn nhiệt độ cao là những ví dụ của vật liệu tương quan mạnh khi tương tác electron–electron đóng một vai trò quan trọng. Vẫn chưa có một lý thuyết giải thích thỏa đáng cho các chất siêu dẫn nhiệt độ cao và lĩnh vực nghiên cứu vật liệu tương quan mạnh đang tiếp tục phát triển xa hơn.
Năm 2009, David Field và đồng nghiệp tại Đại học Aarhus khám phá ra điện trường tự phát khi rạo ra các lớp mỏng của nhiều khí khác nhau. Khám phá này đưa đến sự mở rộng nghiên cứu của lĩnh vực spontelectrics.

## Lý thuyết
Nghiên cứu lý thuyết của vật lý vật chất ngưng tụ bao gồm sử dụng các mô hình lý thuyết nhằm hiểu được tính chất của trạng thái vật chất. Chúng bao gồm các mô hình nghiên cứu tính chất điện từ của chất rắn, như mô hình Drude, lý thuyết vùng năng lượng và lý thuyết phiếm hàm mật độ. Mô hình lý thuyết cũng được phát triển để nghiên cứu vật lý của sự chuyển pha, như lý thuyết Ginzburg–Landau, lũy thừa tới hạn (critical exponent) và sử dụng các kỹ thuật toán học của lý thuyết trường lượng tử và nhóm tái chuẩn hóa. Các nghiên cứu lý thuyết hiện đại cũng thực hiện trên các mô phỏng số về cấu trúc điện tử và các công cụ toán học nhằm hiểu các hiện tượng như siêu dẫn nhiệt độ cao, pha tô pô và đối xứng chuẩn (gauge symmetry).

### Sự nổi lên
Hiểu biết lý thuyết của vật lý vật chất ngưng tụ có liên hệ gần gũi với khái niệm "sự nổi lên" (emergence), trong đó một hệ phức tạp tập hợp từ nhiều hạt hành xử theo tính chất khác hoàn toàn so với tính chất của từng hạt thành phần. Ví dụ, các hiện tượng liên quan đến siêu dẫn nhiệt độ cao chưa được hiểu đầy đủ, mặc dù các nhà vật lý biết khá đầy đủ về tính chất vi mô của từng electron riêng lẻ cũng như của dàn tinh thể. Tương tự, mô hình về các hệ vật chất ngưng tụ được nghiên cứu dưới dạng các giả hạt có hành trạng tương tự như photon và electron, và do đó miêu tả điện từ học như là một hiện tượng nổi lên (an emergent phenomenon). Tính chất nổi lên cũng xuất hiện tại những mặt tiếp xúc giữa các vật liệu: ví dụ như mặt tiếp xúc giữa lanthan-nhôm-stronti-titan, nơi hai chất không cách từ (non-magnetic insulator) được nối lại tạo ra tính dẫn điện, siêu dẫn, và sắt từ.

### Lý thuyết điện tử cho chất rắn
Trạng thái kim loại có một ý nghĩa lịch sử quan trọng trong nghiên cứu tính chất của chất rắn. Miêu tả lý thuyết đầu tiên về kim loại do Paul Drude đề xướng vào năm 1900 trong mô hình Drude, khi giải thích tính chất nhiệt và điện của kim loại bằng cách miêu tả nó như là một khí lý tưởng của những hạt electron vừa được phát hiện. Mô hình cổ điển này sau đó được Arnold Sommerfeld cải thiện khi ông kết hợp với các kết quả của thống kê Fermi–Dirac cho các electron và giải thích được những hành xử lạ thường của tính chất nhiệt dung riêng của kỉm loại nêu trong định luật Wiedemann–Franz. Năm 1913, thí nghiệm nhiễu xa tia X cho thấy các kim loại có cấu trúc dàn tinh thể tuần hoàn. Nhà vật lý Thụy Sĩ Felix Bloch đưa ra nghiệm hàm sóng từ phương trình Schrödinger với thế năng tuần hoàn, gọi là sóng Bloch.
Tính toán cấu trúc điện tử trong kim loại bằng cách giải hàm sóng của hệ nhiều vật thường là một nhiệm vụ rất khó, và do vậy, các kỹ thuật xấp xỉ đã được phát minh ra để thu được những tiên đoán có ý nghĩa vật lý. Lý thuyếtThomas–Fermi, phát triển trong những năm 1920, được sử dụng để ước tính mức năng lượng của electron khi coi mật độ cục bộ của electron như là tham số biến phân. Sau đấy trong thập niên 1930, Douglas Hartree, Vladimir Fock và John Slater phát triển hàm sóng Hartree–Fock nhằm mở rộng mô hình Thomas–Fermi. Phương pháp Hartree–Fock tính đến thống kê trao đổi của hàm sóng cho từng hạt electron, nhưng ngoại trừ cho tương tác Coulomb giữa chúng. Cuối cùng vào năm 1964–65, Walter Kohn, Pierre Hohenberg và Lu Jeu Sham phát triển lý thuyết phiếm hàm mật độ cho phép miêu tả gần với thực tại của tính chất bề mặt và khối tích của kim loại. Lý thuyết phiếm hàm mật độ (DFT) được ứng dụng rộng rãi từ thập niên 1970 đối với tính toán cấu trúc dải năng lượng của nhiều chất rắn khác nhau.

### Phá vỡ đối xứng

Băng đá tan chảy thành nước. Nước lỏng có tính đối xứng tịnh tiến, mà bị phá vỡ trong tinh thể băng đá.

Những trạng thái nhất định của vật chất thể hiện tính phá vỡ đối xứng, khi những định luật vật lý liên quan có chứa một số tính đối xứng bị phá vỡ. Một ví dụ phổ biến là ở tinh thể chất rắn, ở đây chúng phá vỡ tính đối xứng tịnh tiến. Những ví dụ khác bao gồm vật liệu sắt từ phá vỡ tính đối xứng quay, và trạng thái kỳ lại hơn như trạng thái nền trong chất siêu dẫn BCS, trạng thái này phá vớ đối xứng quay U(1).
Định lý Goldstone trong lý thuyết trường lượng tử phát biểu rằng trong một hệ với đối xứng liên tục bị phá vỡ, sẽ tồn tại một trạng thái kích thích với mức năng lượng thấp bất kỳ, gọi là các boson Goldstone. Ví dụ, trong tinh thể rắn, các boson này tương ứng với các phonon, chúng là phiên bản lượng tử hóa của sự dao động dàn tinh thể.

### Sự chuyển pha
Nghiên cứu hiện tượng tới hạn và sự chuyển pha (hay chuyển tiếp pha) là một phần quan trọng trong vật lý vật chất ngưng tụ hiện đại. Sự chuyển pha liên quan tới sự thay đổi pha của một hệ, dẫn tới sự thay đổi của những tham số bên ngoài như nhiệt độ, dẫn điện... Đặc biệt, sự chuyển pha lượng tử là sự chuyển tiếp khi nhiệt độ của hệ tiến về 0, và pha của hệ coi như phân biệt với trạng thái nền của ma trận Hamilton. Các hệ trải qua sự chuyển pha thể hiện hành xử tới hạn, khi mà một số tính chất của chúng như tương quan độ dài (correlation length), nhiệt dung riêng và độ cảm từ trở lên phân kỳ. Sự chuyển pha liên tục được miêu tả trong lý thuyết Ginzburg–Landau, mà hoạt động trong xấp xỉ trường trung bình. Tuy nhiên, một vài tính chất quan trọng của sự chuyển pha, như chuyển pha cách điện Mott–siêu chảy, được biết là không tuân theo mô hình Ginzburg–Landau. Nghiên cứu sự chuyển tiếp pha trong những hệ tương quan mạnh là một lĩnh vực nghiên cứu năng động.

## Thực nghiệm
Lĩnh vực thực nghiệm của vật lý vật chất ngưng tụ chứa đựng cách dùng các thí nghiệm thăm dò để phát hiện ra những tính chất mới của vật liệu. Các thí nghiệm bao gồm các hiệu ứng liên quan đến điện trường và từ trường, đo giá trị của hàm đáp ứng (response function), tính chất vận chuyển (transport properties) và đo nhiệt độ. Các kỹ thuật thường sử dụng là phổ học, sử dụng kỹ thuật phổ tia X, phổ hồng ngoại và tán xạ phi đàn hồi neutron; nghiên cứu sự đáp ứng nhiệt, như nhiệt dung và đo lường quá trình vận chuyển thông qua sự dẫn nhiệt và nhiệt lượng.

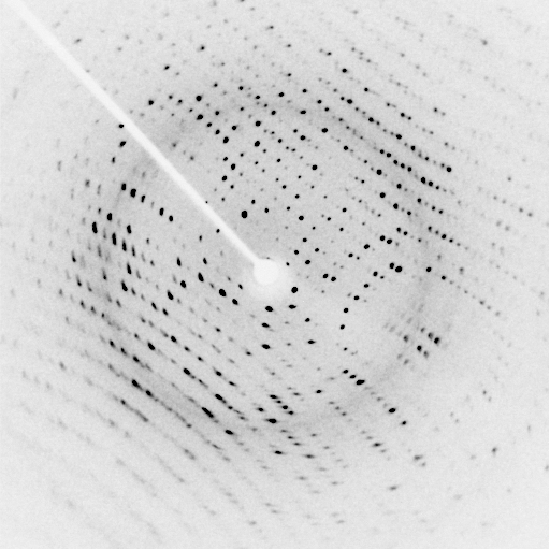
Ảnh nhiễu xạ tia X-từ một tinh thể protein.

### Tán xạ
Một vài thí nghiệm vật chất ngưng tụ bao gồm bước tán xạ thăm dò, như dùng tia X, photon quang học, neutron, vv., về thành phần của vật liệu. Sự lựa chọn bước sóng tán xạ phụ thuộc vào phạm vi năng lượng cần quan sát. Bước sóng khả kiến có năng lượng vào khoảng 1 eV và được dùng trong thí nghiệm tán xạ nhằm đo sự biến đổi tính chất của vật liệu như của hằng số điện môi và chiết suất. Tia X có mức năng lượng vào cỡ 10 keV và do vậy dùng để khám phá mức nguyên tử, và để đo sự biến đổi trong mật độ điện tích electron. Neutron cũng được dùng để thăm dò cấp độ nguyên tử và liên quan tới các thí nghiệm tán xạ hạt nhân, spin của electron và sự từ hóa (do neutron có spin nhưng không có điện tích). Các đo lường Coulomb và tán xạ Mott thực hiện bằng cách sử dụng tán xạ chùm electron, và tương tự, sự hủy positron có thể dùng như là thí nghiệm gián tiếp để đo năng lượng cục bộ của electron. Phổ học laser là công cụ để nghiên cứu các hiện tượng trong phạm vi ánh sáng khả kiến, như quang học phi tuyến, sự chuyển pha bị cấm trong môi trường.

### Từ trường ngoài
Trong thực nghiệm của vật lý vật chất ngưng tụ, các từ trường ngoài tác dụng như là các biến nhiệt động lực học (thermodynamic variable) điều khiển trạng thái, sự chuyển pha và các tính chất của hệ vật liệu. Cộng hưởng từ hạt nhân (NMR) là kỹ thuật sử dụng từ trường ngoài để tìm ra các mốt (mode) cộng hưởng của từng electron, từ đó thu được thông tin về nguyên tử, phân tử và cấu trúc liên kết của các electron lân cận. Thí nghiệm NMR có thể thực hiện trong từ trường có cường độ mạnh tới 65 Tesla. Dao động lượng tử (quantum oscillations) là một kỹ thuật thực nghiệm khác khi sử dụng từ trường mạnh để nghiên cứu tính chất vật liệu như hình học của bề mặt Fermi. Hiệu ứng Hall lượng tử cũng sử dụng các từ trường ngoài mạnh để nghiên cứu các tính chất tô pô như góc Chern–Simons có thể đo được bằng thí nghiệm.

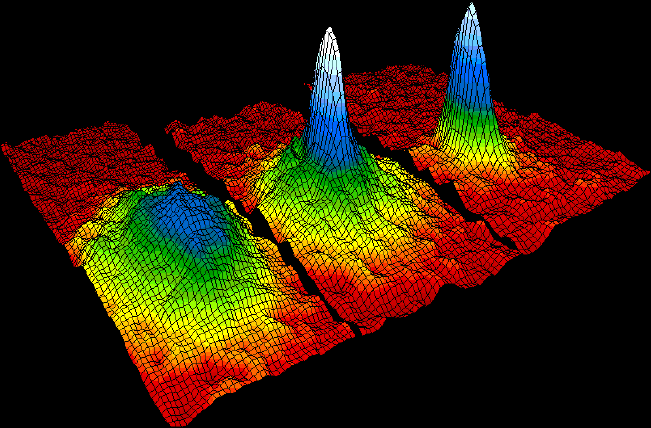
Ngưng tụ Bose–Einstein quan sát ở các nguyên tử rubidi siêu lạnh. Vùng màu trắng và xanh thể hiện mật độ cao hơn các nguyên tử trong thể ngưng tụ.

### Khí nguyên tử lạnh
Bẫy ion lạnh trong dàn quang học là một công cụ thực nghiệm thường gặp trong vật lý vật chất ngưng tụ cũng như trong vật lý quang học, phân tử, nguyên tử. Kỹ thuật này bao gồm sử dụng laser bước sóng khả kiến để tạo ra những vị trí giao thoa, mà hoạt động như một "dàn", tại đó đặt các ion hay nguyên tử có nhiệt độ rất thấp. Nguyên tử lạnh trong các dàn quang học được sử dụng như những "máy mô phỏng lượng tử", tức là chúng hoạt động như những hệ điều khiển được mà có thể dùng để mô hình hóa sự hoạt động của những hệ phức tạp. Đặc biệt, chúng được sử dụng trong các dàn một chiều, hai chiều và ba chiều trong mô hình Hubbard với các tham số cho trước, và để nghiên cứu sự chuyển pha đối với trật tự chất lỏng spin (spin liquid) và nhiệt độ Néel.
Năm 1995, khí các nguyên tử rubidi được làm lạnh đến nhiệt độ 170 nK và chúng tập hợp lại thành ngưng tụ Bose–Einstein, một trạng thái vật chất kỳ lạ do S. N. Bose và Albert Einstein tiên đoán đầu tiên, trong đó một lượng lớn các nguyên tử ở trong cùng một trạng thái lượng tử.

## Ứng dụng

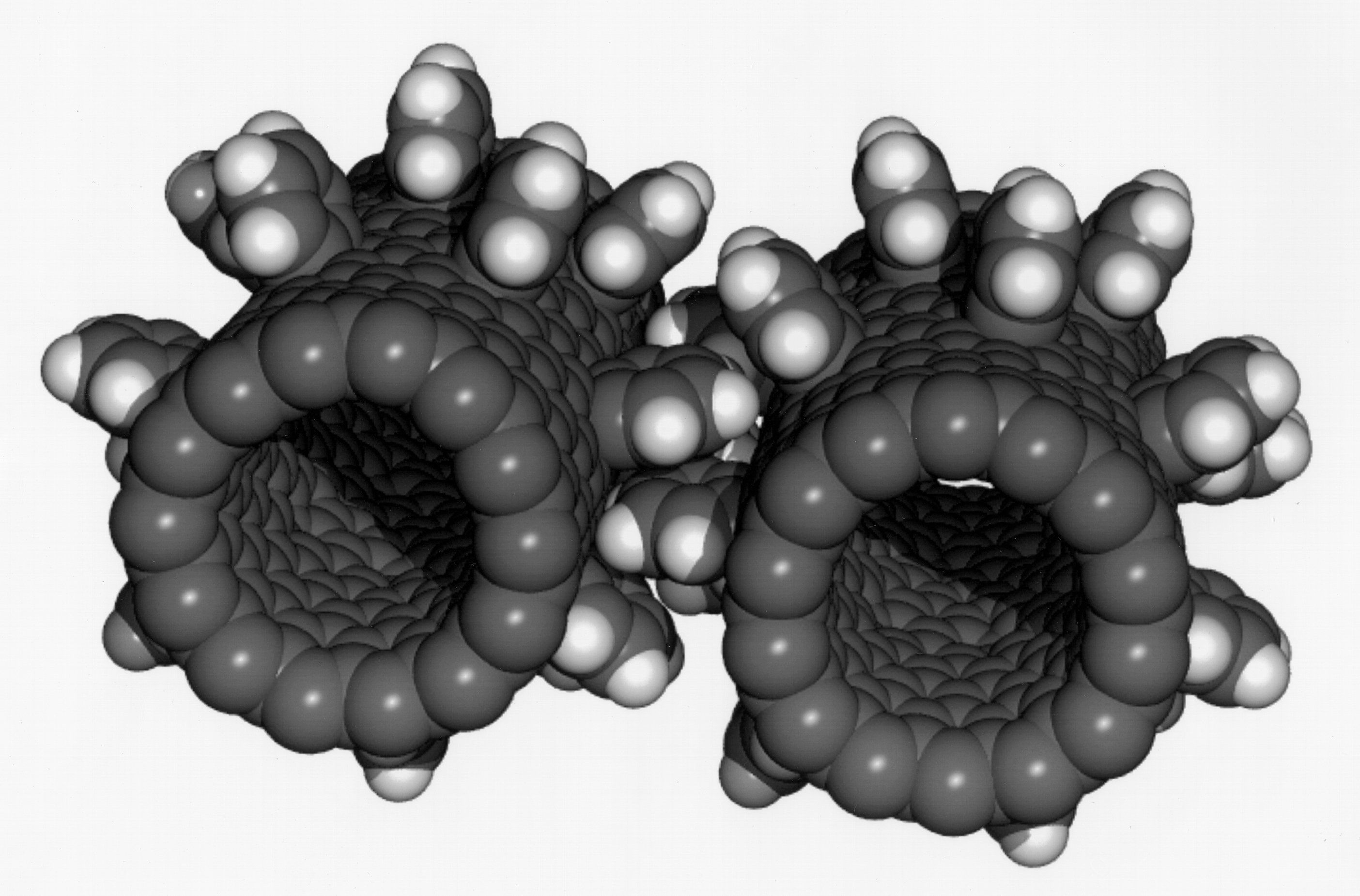
Mô phòng máy tính về "bánh răng nano" làm từ phân tử fullerene. Các nhà vật lý hi vọng rằng sự phát triển trong khoa học nano sẽ dẫn tới các cỗ máy hoạt động trong phạm vi phân tử.

Nghiên cứu trong vật lý vật chất ngưng tụ đem đến một số thiết bị ứng dụng, như sự phát triển của tranzitor bán dẫn, và công nghệ laser. Một số hiện tượng nghiên cứu trong lĩnh vực công nghệ nano trở thành nội dung nghiên cứu của vật lý vật chất ngưng tụ. Các kỹ thuật như kính hiển vi quét chui hầm được sử dụng để điều khiển các quá trình ở cấp nano, và khai sinh ra ngành nghiên cứu lắp ráp và chế tạo thiết bị nano (nanofabrication). Một vài hệ vật chất ngưng tụ đang được nghiên cứu với khả năng ứng dụng cho máy tính lượng tử, bao gồm các thí nghiệm về chấm lượng tử, SQUID, và các mô hình lý thuyết như mã vòng xuyến (toric code) và mô hình dimer lượng tử (quantum dimer model). Các hệ vật chất ngưng tụ có thể tinh chỉnh để cung cấp các điều kiện cần thiết cho tính kết hợp (coherence) và độ nhạy pha (phase-sensitivity) là những thành phần cần thiết trong lưu trữ thông tin lượng tử. Spintronics (điện tử học spin) là một lĩnh vực công nghệ mới nghiên cứu cách xử lý và truyền thông tin, dựa trên tính chất spin hơn là sự vận chuyển các electron. Vật lý vật chất ngưng tụ cũng có ứng dụng quan trọng trong lý sinh học, ví như trong kỹ thuật chụp ảnh cộng hưởng từ sử dụng rộng rãi trong chẩn đoán y học.